# Zihl
Zihl (franska: La Thielle eller La Thièle) är en vänsterbiflod till Aare längs Jurabergens sydsida i kantonerna Vaud, Neuchâtel och Bern i Schweiz. Genom människans åtgärder, framför allt "Juragewässerkorrektionen" (Juravattenkorrekturerna), sänktes Bielsjöns och Neuchâtelsjöns vattennivå med flera meter. Samtidigt kanaliserades Zihl. 
Floden, som genomflyter såväl Neuchâtel- som Bielsjön, har tre delar:

## Genom Vaud
Zihl börjar vid sammanflödet av Orbe och Talent i kommunen Orbe i Vaud. Efter 9 kilometer når den Neuchâtelsjöns sydända i Yverdon-les-Bains. 

## Zihlkanalen
Som Zihlkanalen fortsätter floden vid Marin-Epagnier som Neuchâtelsjöns utflöde. Den genomflyter ett 7 km brett näs och når Bielsjön vid Le Landeron.
Vid Cressier återstår en arm av den okanaliserade floden som naturreservatet "Vielle Thielle".

### Hydrologi i Zihlkanalen
Om Aare skulle få Bielsjöns yta att stiga, kan vatten flyta "tillbaka" genom Zihlkanalen till den större Neuchâtelsjön. Vid Zihlkanalen i Gampelen finns en mätstation. Dess upptagningsområde är 2672 km². År 2013 var den genomsnittliga vattenföringen 57m³/s. Den maximala vattenföringen under året var 249 m³/s. Under ett flertal perioder, särskilt på sommaren, leddes vatten "tillbaka" från Bielsjön till Neuchâtelsjön.

### Sjöfart
Zihlkanalen används för personbåtstrafik på sträckorna Biel-Neuchâtel och Biel-Murten. Passagerarna är mest turister.  

## Vid Biel
Zihl utgör Bielsjöns gamla utflöde vid Biel. Efter två kilometer mynnar den vid Port i Bielsjöns nya utflöde: Nidau-Büren-Kanalen.